# 哈佛大学出版社
哈佛大学出版社（英語：Harvard University Press）创建于1913年1月13日，此出版社隶属于哈佛大学，是具有很高学术声誉的出版社。在2005年，此出版社已經出版超過200本書籍。它主要出版学术性书籍。